# Dayot Upamecano
Dayotchanculle Oswald Upamecano, född 27 oktober 1998, är en fransk fotbollsspelare som spelar för Bayern München. Han representerar även det franska landslaget.

## Klubbkarriär
Den 13 januari 2017 värvades Upamecano av RB Leipzig, där han skrev på ett 4,5-årskontrakt. Fyra år senare, den 14 februari 2021, gick Bayern München ut med att Upamecano var klar för klubben, en flytt som gäller från den 1 juli 2021 till den 30 juni 2026.

## Landslagskarriär
Upamecano debuterade för Frankrikes landslag den 5 september 2020 i en 1–0-vinst över Sverige. I november 2022 blev Upamecano uttagen i Frankrikes trupp till VM 2022.